# Rafaelia vernilis
Rafaelia vernilis är en tvåvingeart som först beskrevs av Henry J. Reinhard 1947.  Rafaelia vernilis ingår i släktet Rafaelia och familjen köttflugor. Inga underarter finns listade i Catalogue of Life.